# SOR B 10,5
SOR B 10,5 je model českého městského standardního autobusu, který byl vyráběn společností SOR Libchavy v letech 2001–2006.

## Konstrukce
Model SOR B 10,5 je dvounápravový s třídveřovou karoserií.  Zadní náprava je hnací, motor a převodovka se nachází pod podlahou v zadní části vozu. Polosamonosná karoserie vozu je svařena z ocelových uzavřených profilů, zvenku je oplechovaná, zevnitř obložená plastovými deskami, vybrané spodní části jsou z nerezové oceli. Podlaha se nachází ve výšce 800 mm nad vozovkou. Přední náprava je značky SOR, zadní tuhá náprava je značky MERITOR.

## Výroba a provoz
V České republice nebyl v době uvedení SORu B 10,5 žádný jiný autobus v téže kategorii a díky tomu se tento model objevil ve spoustě menších měst ČR (např. Jablonec nad Nisou nebo Uherské Hradiště). Ve verzi Ekobus (pohon zemním plynem) je v provozu například v Litoměřicích a v Lounech.
Model SOR B 10,5 byl později nahrazen částečně nízkopodlažním modelem SOR BN 10,5.